# Бене (Торино)
Бене је насеље у Италији у округу Торино, региону Пијемонт.
Према процени из 2011. у насељу је живело 637 становника. Насеље се налази на надморској висини од 511 м.